# Boerjatische Autonome Socialistische Sovjetrepubliek
De Boerjatische Autonome Socialistische Sovjetrepubliek (Russisch: Бурятская Автономная Советская Социалистическая Республика Boerjatskaja Avtonomnaja Sovjetskaja Sotsialistitsjeskaja Respoeblika)  (Boerjatisch: Буряадай Автономито Совет Социалис Республика; Boerjadaj Avtonomito Sovjet Sotsialis Respoeblika) of Boerjatskaja ASSR (Russisch: Бурятская АССР; Boerjatskaja ASSR) was een autonome socialistische sovjetrepubliek (ASSR) binnen de Russische Socialistische Federatieve Sovjetrepubliek overeenkomend met de huidige Russische autonome republiek Boerjatië. De ASSR werd opgericht op 30 mei 1923 en had haar hoofdplaats in Verchneoedinsk, dat in 1934 werd hernoemd tot Oelan-Oede.

## Geschiedenis
Het communisme bereikte Boerjatië in februari 1918, maar in de zomer van dat jaar werden de communisten verjaagd. Met hulp van Japanse soldaten werd vervolgens een militaire dictatuur gevestigd onder leiding van ataman Grigori Semjonov. In augustus 1918 bezetten Japanse troepen delen van Boerjatië, gevolgd door Amerikaanse troepen in april 1919. Op 2 maart 1920 veroverde het Rode Leger Verchneoedinsk. Het westelijke deel van Boerjatië werd daarop onderdeel van de Russische Socialistische Federatieve Sovjetrepubliek (RSFSR) en het oostelijke deel van de Verre-Oostelijke Republiek (VOR), waarbij Verchneoedinsk van april tot oktober 1920 de functie van hoofdstad vervulde voor de VOR.
Op 9 januari 1922, na de opheffing van de VOR, werd de Boerjatisch-Mongoolse autonome oblast (Бурят-Монгольская автономная область) opgericht binnen de RSFSR, waaronder de districten (toen aimaks genoemd) Toenkinski, Alarski, Echirit-Boelagatski, Bochanski en Selenginski vielen en waarvan het bestuurlijk centrum werd gevestigd in Irkoetsk. Een jaar eerder (in 1921) was binnen de VOR in de oostelijke Transbaikal ook al een Boerjatisch-Mongoolse autonome oblast opgericht, waaronder de aimaks Atsjinski, Bargoezinski, Chorinski en Tsjitinski vielen en waarvan het bestuurlijk centrum zich in Tsjita bevond. Nadat de VOR werd opgeheven in november 1922 en de westerse en oosterse geallieerden het strijdtoneel in Siberië hadden verlaten, werden op 30 mei 1923 de beide autonome oblasten samengevoegd tot de Boerjatisch-Mongoolse ASSR (Бурят-Монгольскую АССР) van de RSFSR, waarbij het bestuurlijk centrum in Verchneoedinsk werd geplaatst.
In 1937, tijdens de opdeling van de Oost-Siberische oblast in de oblasten Irkoetsk en Tsjita, werden de autonome districten Oest-Orda Boerjatië en Aga-Boerjatië afgesplitst van de ASSR en respectievelijk geplaatst onder de oblast Irkoetsk en de oblast Tsjita.
Op 7 juli 1958 werd de Boerjatisch-Mongoolse ASSR hernoemd tot Boerjatische ASSR. In 1990 verklaarde de ASSR zich soeverein en in 1992 liet ze zich hernoemen tot Republiek Boerjatië, maar bleef als autonome republiek onderdeel van Rusland.

## Bevolking
De verdeling naar grootste etnische groepen (bij een van de volkstellingen meer dan 1%) was bij de sovjetvolkstellingen als volgt:
| Volk          | 1926            | 1939            | 1959            | 1970            | 1979          | 1989            |
| Russen        | 258.796 (52,9%) | 393.057 (72%)   | 502.568 (74,6%) | 596.960 (73,5%) | 647.785 (72%) | 726.165 (69,9%) |
| Boerjaten     | 214.957 (43,9%) | 116.382 (21,3%) | 135.798 (20,2%) | 178.660 (22%)   | 206.860 (23%) | 249.525 (24%)   |
| Wolga-Tataren | 3.092 (0,6%)    | 3.840 (0,7%)    | 8.058 (1,2%)    | 9.991 (1,2%)    | 10.290 (1,1%) | 10.496 (1,0%)   |
| Oekraïners    | 1.982 (0,4%)    | 13.392 (2,5%)   | 10.183 (1,5%)   | 10.769 (1,3%)   | 15.290 (1,7%) | 22.868 (2,2%)   |
| Overig        | 10.782 (2,2%)   | 19.095 (3,5%)   | 16.719 (2,5%)   | 15.871 (2%)     | 19.173 (2,1%) | 29.198 (2,8%)   |
| Totaal        | 489.609         | 545.766         | 673.326         | 812.251         | 899.398       | 1.038.252       |

De urbanisatiegraad liep tijdens de volkstellingen op van 9,2% in 1926 en (mede door een veranderde samenstelling) 30,6% in 1939 tot 61,7% in 1989.